# Victor Steeman
Victor Steeman (Zevenaar, 15 giugno 2000 – Faro, 11 ottobre 2022) è stato un pilota motociclistico olandese.

## Biografia
Nato a Zevenaar nella provincia della Gheldria nei Paesi Bassi, Steeman esordì a livello mondiale nel 2018 nella Supersport 300, partecipando agli ultimi due GP della stagione in qualità di pilota sostitutivo. In sella alla KTM RC 390 R raccolse il primo punto iridato, raggiungendo la quindicesima posizione nel GP di Portimão. Nel 2019 venne ingaggiato come pilota titolare nella squadra tedesca Freudenberg, equipaggiata con KTM. Ottenne la sua prima pole position nel GP di Jerez, che gli consentì di partire in testa in entrambe le gare disputate durante il gran premio. Chiuse la stagione in quinta posizione finale, con un quarto posto come miglior piazzamento in gara, ottenuto a Donington.
Nel 2020, si trasferì nel campionato tedesco IDM nella classe supersport 600, dove conquistò la vittoria in entrambe le gare disputate ad Assen, e chiuse la stagione in quinta posizione. Nel 2021, tornò nel campionato mondiale Supersport 300, con Freudenberg su KTM. Nel GP di Most in Repubblica Ceca, Steeman ottenne la sua seconda pole position stagionale, e in gara 1, la prima vittoria riportando la RC 390 R sul gradino più alto del podio dove mancava dalle prime gare del 2018. Concluse la stagione al decimo posto in classifica.
Nel 2022 passò alla squadra olandese MTM con Kawasaki, già vincitrice degli ultimi due titoli piloti nella classe. Nel GP di Assen, realizzò la sua quarta pole position e la seconda vittoria in carriera, quest'ultima ottenuta in gara 1. Vinse altre tre gare tenendo aperta la corsa al titolo fino all'ultima gara stagionale dell'8 ottobre a Portimão dove rimase coinvolto in un gravissimo incidente in gara 1. Morì tre giorni dopo in ospedale a Faro a causa dei gravi traumi riportati. Aveva concluso la stagione al secondo posto.

## Risultati in gara

### Campionato mondiale Supersport 300
| 2018 | Moto |  |  |  |  |  |  |    |     |  |  |  |  |  |  |  |  | Punti | Pos. |
| ---- | ---- |  |  |  |  |  |  | -- | --- |  |  |  |  |  |  |  |  | ----- | ---- |
| 2018 | KTM  |  |  |  |  |  |  | 15 | Rit |  |  |  |  |  |  |  |  | 1     | 36º  |

| 2019 | Moto |   |    |    |    |   |   |   |    |   |     |  |  |  |  |  |  | Punti | Pos. |
| ---- | ---- | - | -- | -- | -- | - | - | - | -- | - | --- |  |  |  |  |  |  | ----- | ---- |
| 2019 | KTM  | 6 | 10 | AN | 11 | 5 | 5 | 4 | 10 | 9 | Rit |  |  |  |  |  |  | 69    | 5º   |

| 2021 | Moto |    |    |    |   |   |   |   |   |   |    |     |    |    |    |    |    | Punti | Pos. |
| ---- | ---- | -- | -- | -- | - | - | - | - | - | - | -- | --- | -- | -- | -- | -- | -- | ----- | ---- |
| 2021 | KTM  | 26 | 18 | 14 | 9 | 8 | 8 | 1 | 4 | 8 | 13 | Rit | 25 | 11 | 19 | 29 | 14 | 81    | 10º  |

| 2022 | Moto     |   |    |   |   |   |   |   |   |    |   |     |   |   |   |     |    | Punti | Pos. |
| ---- | -------- | - | -- | - | - | - | - | - | - | -- | - | --- | - | - | - | --- | -- | ----- | ---- |
| 2022 | Kawasaki | 4 | 21 | 1 | 8 | 4 | 6 | 5 | 3 | 15 | 1 | Rit | 1 | 8 | 1 | Rit | NP | 180   | 2º   |

| Legenda | 1º posto        | 2º posto            | 3º posto           | A punti      | Senza punti        | Grassetto – Pole position Corsivo – Giro più veloce |
| Legenda | Gara non valida | Non qual./Non part. | Ritirato/Non class | Squalificato | '-' Dato non disp. | Grassetto – Pole position Corsivo – Giro più veloce |